# Al-Àghlab ibn Sàlim at-Tamimí
Al-Àghlab ibn Sàlim at-Tamimí (àrab: الأغلب بن سالم التميمي, al-Aḡlab ibn Sālim at-Tamīmī) fou l'ancestre de la dinastia aglàbida. Era un company d'Abu-Múslim, el governador abbàssida del Khorasan, i fou enviat amb un exèrcit a Ifríqiya pel califa al-Mansur. El governador d'Ifríqiya, Muhàmmad ibn al-Àixath, el va nomenar governador del Zab (761), és a dir l'Aurès i el sud de Constantina. El 765 va succeir a Muhàmmad ibn al-Àixath com a governador quan aquest fou expulsat per les seves pròpies tropes. Va ser mort el 767 als murs de Kairuan durant la revolta d'al-Hàssan ibn Wahb. La família es va retirar a Egipte. El seu fill, Ibrahim ibn al-Àghlab, que el 767 tenia 10 anys, va fundar el 800 la dinastia dels aglàbides.